# Слуга (рассказ)
«Слуга» — один из известных рассказов Сергея Лукьяненко. Был написан, предположительно, в 1992 году. Первая публикация — в журнале «Фантакрим-МЕГА» в 1995 году. В 1996 году получает премию фестиваля «Интерпресскон» за лучшее произведение в номинации «Малая форма». В дальнейшем неоднократно переиздавался в авторских сборниках.

## Сюжет
У Ранда Вааса есть обруч, через который открываются дороги в другие миры. Путешествуя по ним, он хочет найти такой мир, из которого можно будет набирать себе рабов. Однажды он вернулся с молодым человеком по имени Александр. По всем внешним признакам, он — раб, потому что обладает длинным именем, подчиняется. Эйлар, дочь Ранда, разговаривая с Александром поняла, что он — не раб, потому что полюбила его, а раба полюбить невозможно. Сделавший его рабом Ранд по законам этого мира погиб от руки Эйлар. Александр вернулся в свой мир, а Эйлар уничтожила обруч.

## Связь с другими произведениями
Описание храма, в котором Ранд Ваас получил свой подарок, совпадает с описанием храма Сеятелей, прежде описанного в романе «Принцесса стоит смерти». Этим автор хотел подчеркнуть общую вселенную обоих произведений. Тем не менее, другие параллели отсутствуют.
Также, существует некоторая аналогия с планетой Геральдика из цикла «Геном», население которой также делится на господ и рабов, генетически неспособных ослушаться.